# Bizarre
Rufus Arthur Johnson, více známý jako Bizarre (* 5. července 1976, Detroit), je americký rapper, známý hlavně pro jeho spolupráci s Detroitskou skupinou D12.
Je proslulý tím, že na hlavě často nosí koupací čepici. 
Žije v Detroitu se svou ženou a dvěma dětmi.
Se skupinou D12 pracoval na třetím studiovém albu.

## Kariéra

### D12
S D12 doposud vydal dvě alba, Devil's Night, ze kterého pocházejí hity jako Shit On You, Purple Pills a Fight Music, a D12 World, s hity jako Git Up, My Band, How Come.
Později došlo k úmrtí zásadního člena D12 Proofa, poté zbývající členové D12 Bizarre,Kon Artist,Swifty McWay a Kuniva v roce 2008 vydali mixtape Return Of Dirty Dozen.

### Attack of the Weirdos
V roce 1998 vydal undergroundové EP Attack of the Weirdos. Bylo produkováno Detroitskými producenty a DJi, včetně DJ Head.
Mezi hosty se objevili Kuniva, Kon Artis, Fuzz Scoota, Dea Day, skupina The Outsidaz,a Eminem.

### Hannicap Circus
Hannicap Circus je debutové LP Bizarra z roku 2005.
Mezi hosty se objevili Eminem, Kon Artis, King Gordy, Devin the Dude, Big Boi, Young Miles, Sindee Syringe, stic.man, Obie Trice, Dion, Raphael Saadiq a D12.
Umístilo se na 48. místě hitparády Billboard 200.
Píseň It Was A Good Day od Ice Cubea je parodován v písničce Bad Day. Produkoval ji Eric Sermon.
Píseň Gospel Weed Song se objevila v soundtracku filmu Zahulíme Uvidíme 2.

### Blue Cheese & Coney Island
V roce 2006 vyšlo Bizarrovo druhé LP Blue Cheese & Coney Island.
Bizarre album popsal tak, že obsahuje jeho jak vážnou povahu, tak i tu komickou.

### Friday Night at St. Andrews
Jeho nejnovějším albem je Friday Night at St. Andrews z roku 2010, na kterém se mezi hosty nacházejí King Gordy, Tech N9ne, Redman, Royce Da 5'9', Bone Crusher a členové skupiny D12.
Prvním singlem byla píseň Believer s Tech N9nem a Natem Walkem.
O albu řekl, že se v něm vrací do dob svého prvního EP Attack of the Weirdos, co se týče stylu a textů.

### Ostatní
V roce 2009 dokonce hostoval na CD české horrorcoreové skupiny Sodoma Gomora.
V Dubnu 2019 byl na featu tracku českého rapera Schyzo, přesněji s názvem Lubrikant, je součástí nadcházejícího alba Tabu.
S rapperem King Gordym má také kapelu The Davidians. První album je pojmenováno Herijuana.
S Gordym jsou blízcí přátelé už od útlého věku.
Zahrál si také ve filmu Trestná lavice s celou kapelou (kromě Eminema).

## Diskografie

### Alba
- Hannicap Circus (2005)
- Blue Cheese & Coney Island (2007)
- Friday Night at St. Andrews (2010)

### EP
- Attack of the Weirdos (1998)

### Mixtapy
- Hate Music (2007)
- Liquor, Weed & Food Stamps (2008)
- A Pre-Coney Island Mixtape (2009) hosted by DJ House aka Yeahlome

### Singly
- Rockstar (2005)
- Fat Boy (feat. King Gordy) (2007)
- So Hard (feat. Monica Blair) (2007)
- Believer (feat. Tech N9ne & Nate Walka) (2010)
- Rap's Finest (feat. Kuniva, Seven the General & Royce da 5'9) (2010)

## Spolupráce

### Alba
- The Underground EP (1996)
- Devil's Night (2001)
- D12 World (2004)

### Mixtapy
- Return of the Dirty Dozen (2008)

### Singly

#### 1998
- Swift, Eye Kyu, Bizarre & Da Ruckus – „Paperchase“

#### 1999
- Bugz, Bizarre & M.O.B. – „She Liked…“
- Bugz, Bizarre & Paradime – „Clash of Tha Titans“
- Bizarre, Paradime & S.U.N. – „Strategies & Tactics“
- Bugz, Bizarre & 5150 – „Dead Beat Dad“

#### 2000
- Bizarre – „No Rubber“
- Bizarre & F-r-eeze – „Medikationz“
- Bizarre, Telepath Math & Paradime – „Last House on the Left“
- Bizarre & Reg – „I Had A Dream“
- Bizarre & Mountain Climbaz – „RAW“

- Proof, Bizarre, Royce Da 5'9" & Lab Animalz – „Da 4 Horsemen“
- Lil Jon & the East Side Boyz featuring Bizarre, Chyna Whyte, Intoxicated, Loco, Major Payne, Paine – „Shut Down“

#### 2001
- Bizarre & Kangol – „My Crew Is the Shit“
- Promatic featuring Bizarre – „Process of Elimination“

#### 2003
- Bizarre – „Proud to Be an American“
- Bizarre – „Creep Show“
- King Gordy & Bizarre – „Time To Die“

#### 2005
- Bizarre & Hush – „Real TV“
- Bizarre & Obie Trice – „Doctor Doctor“
- Bizarre & Dirrty Ratt – „Bitch Niggaz“
- Bizarre & Natasha Bedingfield – „Drop Me in the Middle“
- E.S. Posthumus – „Rise to Glory (featuring DJ Quik & Bizarre)“.

#### 2007
- Bizarre & Twiztid – „Wet Dreamz“
- Bizarre & Eminem – „Baby Girl“
- King Gordy & Bizarre – „Cobainiac“

#### 2008
- Samuel Victor & Bizarre – „Who the F**K are You?“
- Prozak featuring Bizarre & King Gordy – „Psycho, Psycho, Psycho“
- Grave Plott featuring Bizarre – „Hate Me“
- DJ Clay & Bizarre – „Juggalo“

#### 2010
- King Gordy featuring Bizarre, Prozak & Kehoa – Dear Mother
- Sodoma Gomora feat. Bizarre – Wierd in Bed

## Filmografie
- E (2000)
- Trestná Lavice (2005)
- Eminem Presents: The Anger Management Tour (2005)